# شيكي كيتاكاتسوراغي
شيكي كيتاكاتسوراغي (باليابانية: 北葛城郡 ) هي مقاطعة تقع في محافظة نارا، اليابان.
في عام 2003م بلغ عدد التعداد السكاني 134816 نسمة بكثافة سكانية تبلغ 1886.07 شخص لكل كيلومتر مربع. تبلغ المساحة الاجمالية 71.48 كيلومتر مربع